# Redigobius amblyrhynchus
Redigobius amblyrhynchus är en fiskart som först beskrevs av Bleeker, 1878.  Redigobius amblyrhynchus ingår i släktet Redigobius och familjen smörbultsfiskar. Inga underarter finns listade i Catalogue of Life.